# Gaston III van Béarn
Gaston III van Béarn (overleden rond 1045) was medeburggraaf van Béarn. Hij behoorde tot het huis Béarn.

## Levensloop
Gaston III was de oudste zoon van burggraaf Centullus IV van Béarn en Adelheid, dochter en erfgename van burggraaf Aner Wolf II van Oloron. Hij regeerde een tijdlang aan de zijde van zijn vader. 
In 1045 stierf Gaston vroegtijdig, dertien jaar voor zijn vader, waardoor hij nooit zelfstandig burggraaf van Béarn was. In 1058 werd zijn zoon Centullus V de volgende burggraaf van Béarn.

## Huwelijk en nakomelingen
Gaston III was gehuwd met Adelheid, dochter van burggraaf Arnold II van Lomagne. Ze kregen volgende kinderen:
- Centullus V (overleden in 1090), burggraaf van Béarn
- Oliva
- Reina